# Phyllaliodes
Phyllaliodes är ett släkte av fjärilar. Phyllaliodes ingår i familjen tandspinnare.
Kladogram enligt Catalogue of Life:
| Phyllaliodes | \| \| Phyllaliodes agramma \| \| \| \| \| \| Phyllaliodes poliostrota \| \| \| \| |
|              | \| \| Phyllaliodes agramma \| \| \| \| \| \| Phyllaliodes poliostrota \| \| \| \| |
|              | Phyllaliodes agramma                                                              |
|              |                                                                                   |
|              | Phyllaliodes poliostrota                                                          |
|              |                                                                                   |